# Phyllopteryx dewysea
Espèce
Statut de conservation UICN

 DD  : Données insuffisantes
Le dragon de mer rubis (Phyllopteryx dewysea) est une espèce de poissons actinoptérygiens de la famille des Syngnathidae.

## Aire de répartition
Ce syngnathiforme est endémique d'Australie. Il se rencontre aux côtes de l'Australie-Occidentale.

## Étymologie
L'épithète spécifique est nommée en l'honneur de Mary 'Dewy' Lowe, en reconnaissance de son amour pour la mer et d'avoir soutenu la conservation et la recherche des dragons de mer.

## Taxinomie
Cette espèce a été décrite en 2015 par les naturalistes Josefin Stiller, Nerida G. Wilson et Greg W. Rouse, et filmée, pour la première fois au large des côtes de l’Australie-Occidentale par des chercheurs à la Scripps Institution of Oceanography de San Diego en avril 2016.